# 日本運動生理学会
日本運動生理学会（にほんうんどうせいりがっかい、英文名 Japan Society of Exercise and Sports Physiology）は、運動・スポーツの生理学に関する専門的、学際的研究の発展を図るとともに広く知識の交流を求める目的で設立された学会。
事務局は東京都府中市幸町3-5-8　東京農工大学 農学部 スポーツ健康科学棟に移転した。

## 活動
- 学会大会・学術講演会・研究会などの開催、会誌・図書・名簿の発行、研究・調査・教育、関係学術団体との連絡・国際交流など[2]

## 機関誌
- 『Advances in Exercise and Sports Physiology』（英文誌）[1]　年4回
- 『日本運動生理学雑誌』（和文誌）[4]　年2回